# نبرد بادون
نبرد بادون (لاتین: obsessio[nis] Badonici montis) نبردی بود که ظاهراً بین بریتانیایی‌ها یا بریتون‌های سلتی و آنگلوساکسون در بریتانیای پس از بریتانیای زیرمجموعه روم در اواخر قرن پنجم یا اوایل قرن ششم درگرفت.